# کبرویه

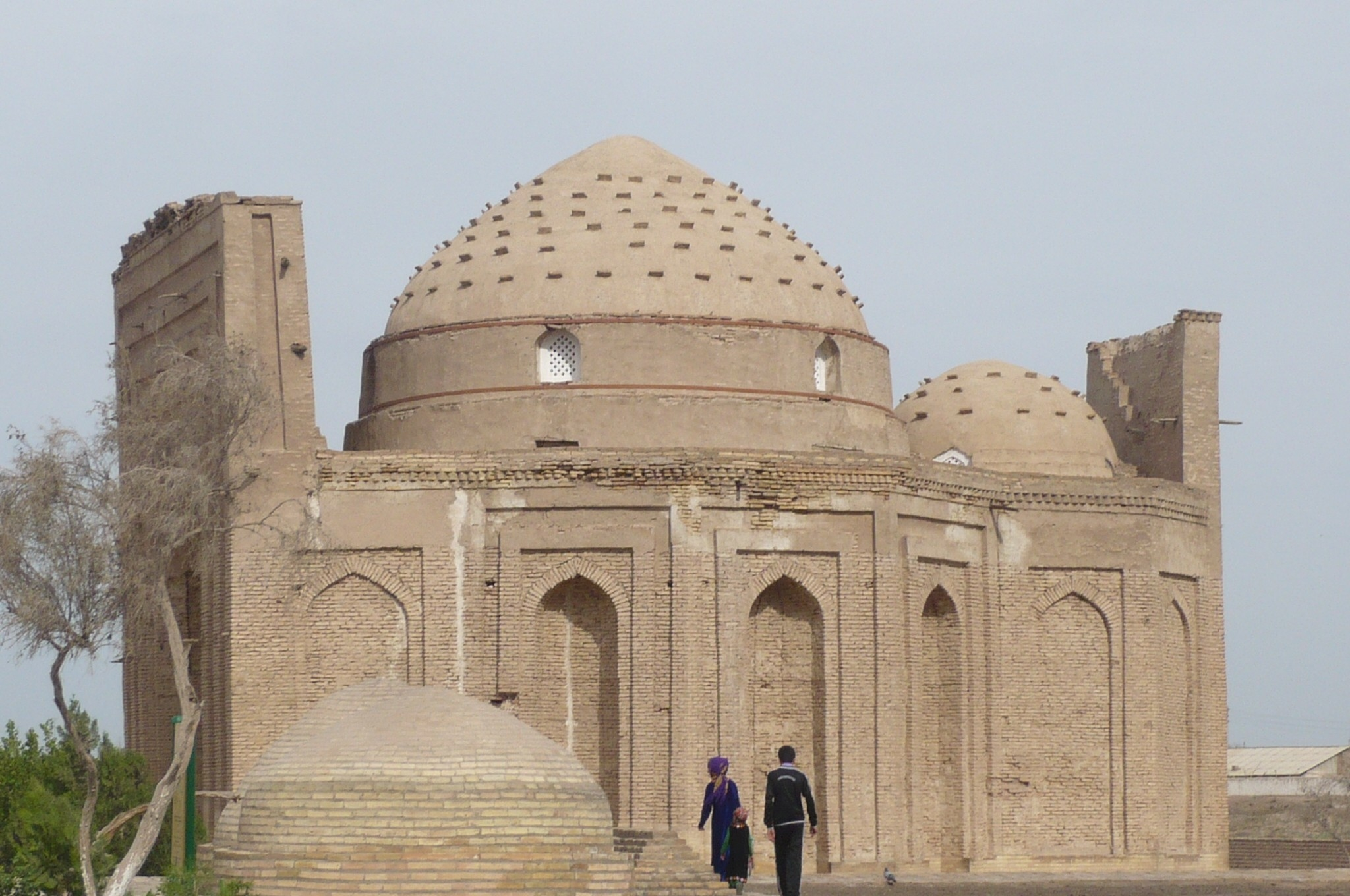
محل فرماندهی سلسله کبرویه

کبرویه یکی از سلسله‌های تصوف در ایران است که در قرن هفتم هجری رواج داشته‌است. این سلسله منسوب به نجم‌الدین کبری است. پیروان این طریقت در زمان خوارزمشاهیان و ایلخانان بیشتر در مناطق شرقی ایران از خراسان تا ماوراءالنهر زندگی می‌کردند اما در مناطق آسیای صغیر و شام نیز پیروانی داشت. پیروان این طریقت تأکید ویژه‌ای بر شریعت و جدا نساختن ظاهر و باطن، خلوت نشینی، ذکر و تبعیت مطلق از پیر دارند.
مؤسس سلسله کبرویه، نجم‌الدین کبری مشهور به شیخ ولی‌تراش است که در سال ۶۱۸ قمری در جنگ با مغولان کشته شد.